# Granite Peak
Met een hoogte van 3904 m boven de zeespiegel is de top van Granite Peak het hoogste punt van de Amerikaanse staat Montana. Als men van elke staat de hoogste berg (state highpoint) in beschouwing neemt, komt Montana uit op de tiende plaats. Granite Peak ligt binnen de grenzen van de Absaroka-Beartooth Wilderness in Park County, niet ver van de grenzen met Stillwater County en Carbon County. De berg ligt op 16 km van de grens tussen Montana en Wyoming, en 72 km ten zuidwesten van de stad Columbus.
Granite Peak wordt beschouwd als een van de moeilijkste state highpoints om te beklimmen. De redenen hiervoor zijn: het feit dat de klim technisch veeleisend is, het slechte weer dat vaak rond de berg heerst en het pad dat veelal moeilijk te herkennen is. Na vele mislukte expedities om de top te bereiken, slaagden op 29 augustus 1923 Elers Koch, James C. Whitham en R.T. Ferguson er dan toch in om de top van Granite Peak te bereiken. Het was het laatste van alle state highpoints dat bedwongen werd.

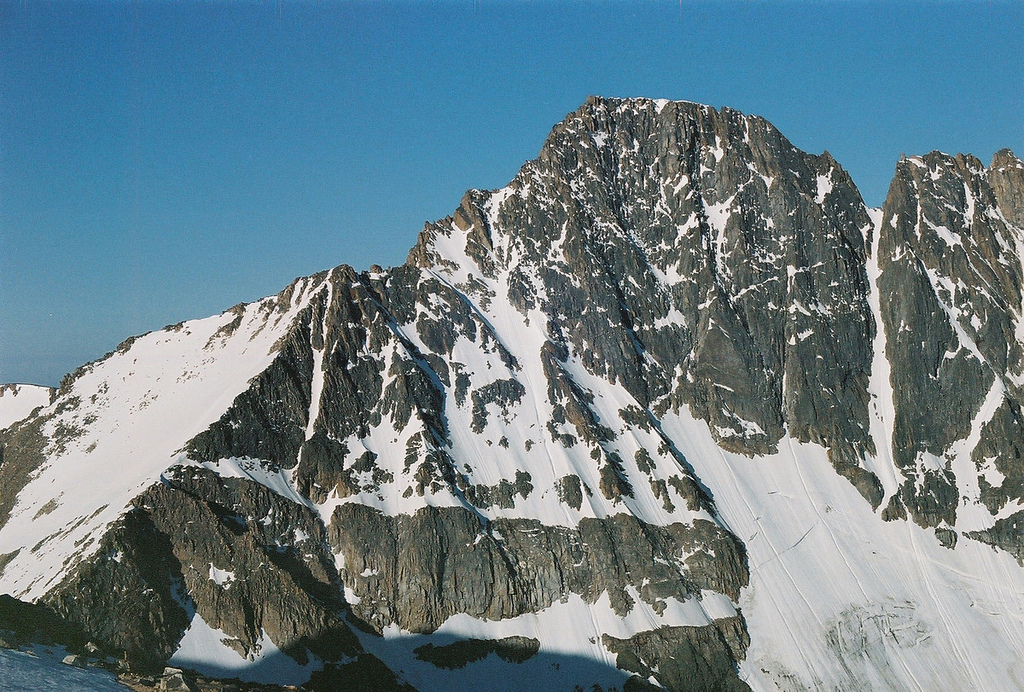
Granite Peak
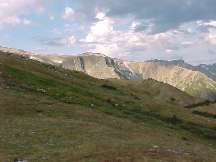
Het Froze-to-Death Plateau, de plaats die het vaakst gebruikt wordt voor als basiskamp tijdens de beklimming van Granite Peak.